# La Jarrie
La Jarrie és un municipi francès situat al departament del Charente Marítim i a la regió de la Nova Aquitània. L'any 2007 tenia 2.798 habitants.

## Demografia

### Població
El 2007 la població de fet de La Jarrie era de 2.798 persones. Hi havia 1.101 famílies de les quals 229 eren unipersonals (104 homes vivint sols i 125 dones vivint soles), 382 parelles sense fills, 400 parelles amb fills i 90 famílies monoparentals amb fills.
La població ha evolucionat segons el següent gràfic:
Habitants censats

### Habitatges
El 2007 hi havia 1.186 habitatges, 1.117 eren l'habitatge principal de la família, 31 eren segones residències i 39 estaven desocupats. 1.120 eren cases i 63 eren apartaments. Dels 1.117 habitatges principals, 903 estaven ocupats pels seus propietaris, 184 estaven llogats i ocupats pels llogaters i 30 estaven cedits a títol gratuït; 13 tenien una cambra, 47 en tenien dues, 120 en tenien tres, 360 en tenien quatre i 578 en tenien cinc o més. 902 habitatges disposaven pel capbaix d'una plaça de pàrquing. A 476 habitatges hi havia un automòbil i a 580 n'hi havia dos o més.

### Piràmide de població
La piràmide de població per edats i sexe el 2009 era:
| Homes | Edats   | Dones |
| ----- | ------- | ----- |
| 0     | 95 o +  | 4     |
| 0     | 90 a 94 | 4     |
| 4     | 85 a 89 | 12    |
| 16    | 80 a 84 | 16    |
| 36    | 75 a 79 | 56    |
| 32    | 70 a 74 | 40    |
| 60    | 65 a 69 | 52    |
| 32    | 60 a 64 | 36    |
| 112   | 55 a 59 | 72    |
| 112   | 50 a 54 | 148   |
| 128   | 45 a 49 | 100   |
| 132   | 40 a 44 | 164   |
| 60    | 35 a 39 | 72    |
| 92    | 30 a 34 | 68    |
| 68    | 25 a 29 | 68    |
| 64    | 20 a 24 | 68    |
| 160   | 15 a 19 | 88    |
| 64    | 10 a 14 | 88    |
| 64    | 5 a 9   | 88    |
| 60    | 0 a 4   | 72    |

## Economia
El 2007 la població en edat de treballar era de 1.895 persones, 1.410 eren actives i 485 eren inactives. De les 1.410 persones actives 1.301 estaven ocupades (675 homes i 626 dones) i 109 estaven aturades (44 homes i 65 dones). De les 485 persones inactives 206 estaven jubilades, 147 estaven estudiant i 132 estaven classificades com a «altres inactius».

### Ingressos
El 2009 a La Jarrie hi havia 1.132 unitats fiscals que integraven 2.841,5 persones, la mediana anual d'ingressos fiscals per persona era de 19.543 €.

### Activitats econòmiques
Dels 97 establiments que hi havia el 2007, 3 eren d'empreses alimentàries, 1 d'una empresa de fabricació de material elèctric, 1 d'una empresa de fabricació d'altres productes industrials, 21 d'empreses de construcció, 10 d'empreses de comerç i reparació d'automòbils, 6 d'empreses de transport, 2 d'empreses d'hostatgeria i restauració, 3 d'empreses d'informació i comunicació, 1 d'una empresa financera, 9 d'empreses immobiliàries, 8 d'empreses de serveis, 24 d'entitats de l'administració pública i 8 d'empreses classificades com a «altres activitats de serveis».
Dels 33 establiments de servei als particulars que hi havia el 2009, 1 era una oficina d'administració d'Hisenda pública, 1 gendarmeria, 1 oficina de correu, 1 una oficina bancària, 1 funerària, 2 tallers de reparació d'automòbils i de material agrícola, 1 autoescola, 3 paletes, 3 guixaires pintors, 3 fusteries, 3 lampisteries, 2 electricistes, 2 empreses de construcció, 3 perruqueries, 2 restaurants, 2 agències immobiliàries i 2 salons de bellesa.
Dels 4 establiments comercials que hi havia el 2009, 1 era un supermercat, 2 fleques i 1 una carnisseria.
L'any 2000 a La Jarrie hi havia 16 explotacions agrícoles que ocupaven un total de 1.078 hectàrees.

## Equipaments sanitaris i escolars
L'únic equipament sanitari que hi havia el 2009 era una farmàcia.
El 2009 hi havia 1 escola maternal i 1 escola elemental. La Jarrie disposava d'un col·legi d'educació secundària amb 404 alumnes.

## Poblacions més properes
El següent diagrama mostra les poblacions més properes.